# Cantón de Istres-Norte
El cantón de Istres-Norte era una división administrativa francesa, que estaba situada en el departamento de Bocas del Ródano y la región de Provenza-Alpes-Costa Azul.

## Composición
El cantón estaba formado por una comuna, más una fracción de la comuna que le daba su nombre:
- Istres (fracción)
- Miramas

## Supresión del cantón de Istres-Norte
En aplicación del Decreto n.º 2014-271 de 27 de febrero de 2014, el cantón de Istres-Norte fue suprimido el 29 de marzo de 2015 y sus 2 comunas pasaron a formar parte; una del nuevo cantón de Istres y una del nuevo cantón de Salon-de-Provence-2.